# Валлийская нагорная железная дорога

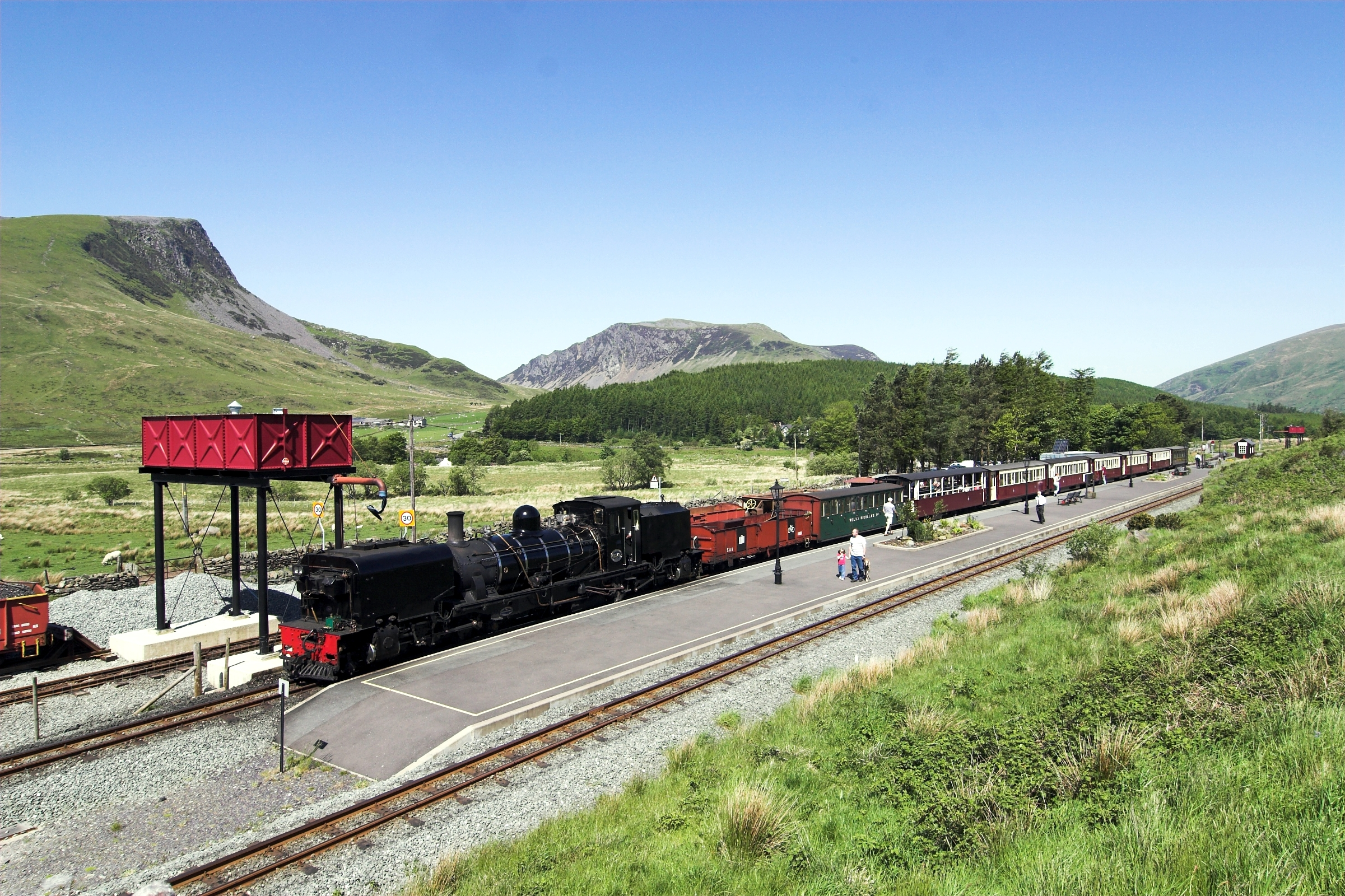
Станция «Рид Ти». 2009 г.

Валлийская нагорная железная дорога (англ.: Welsh Highland Railway (WHR), валл.: Rheilffordd Eryri) — узкоколейная (597 мм) железная дорога длиною в 40,2 км (25 миль), соединяющая города Портмадог и Карнарвон в валлийском округе Гуинет. К ней примыкает небольшая, длиною в 1,2 км, Валлийская нагорная музейная железная дорога (Welsh Highland Heritage Railway), которая располагает собственным вокзалом в Портмадоге и соединяется с Валлийской нагорной дорогой за станцией Пен-и-Мойнт (Pen-y-Mount Junction). Была открыта для пассажирского и товарного движения в 1922 г. от Портмадога до станции Динас, в 1934 г. взята в лизинг Фестиниогской железной дорогой, в 1937 г. закрыта, и вновь открылась для движения на участке от Карнарвона до Динаса в 1997 г. Проходит по территории национального парка Сноудония и функционирует как историческая железная дорога.

## Маршрут

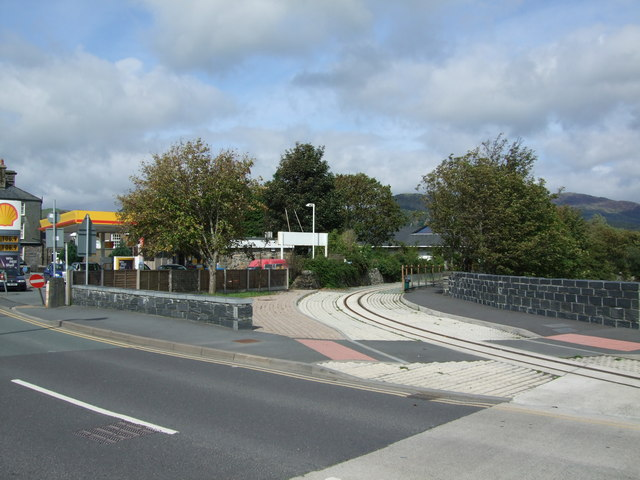
Портмадог: путь с моста поворачивает направо

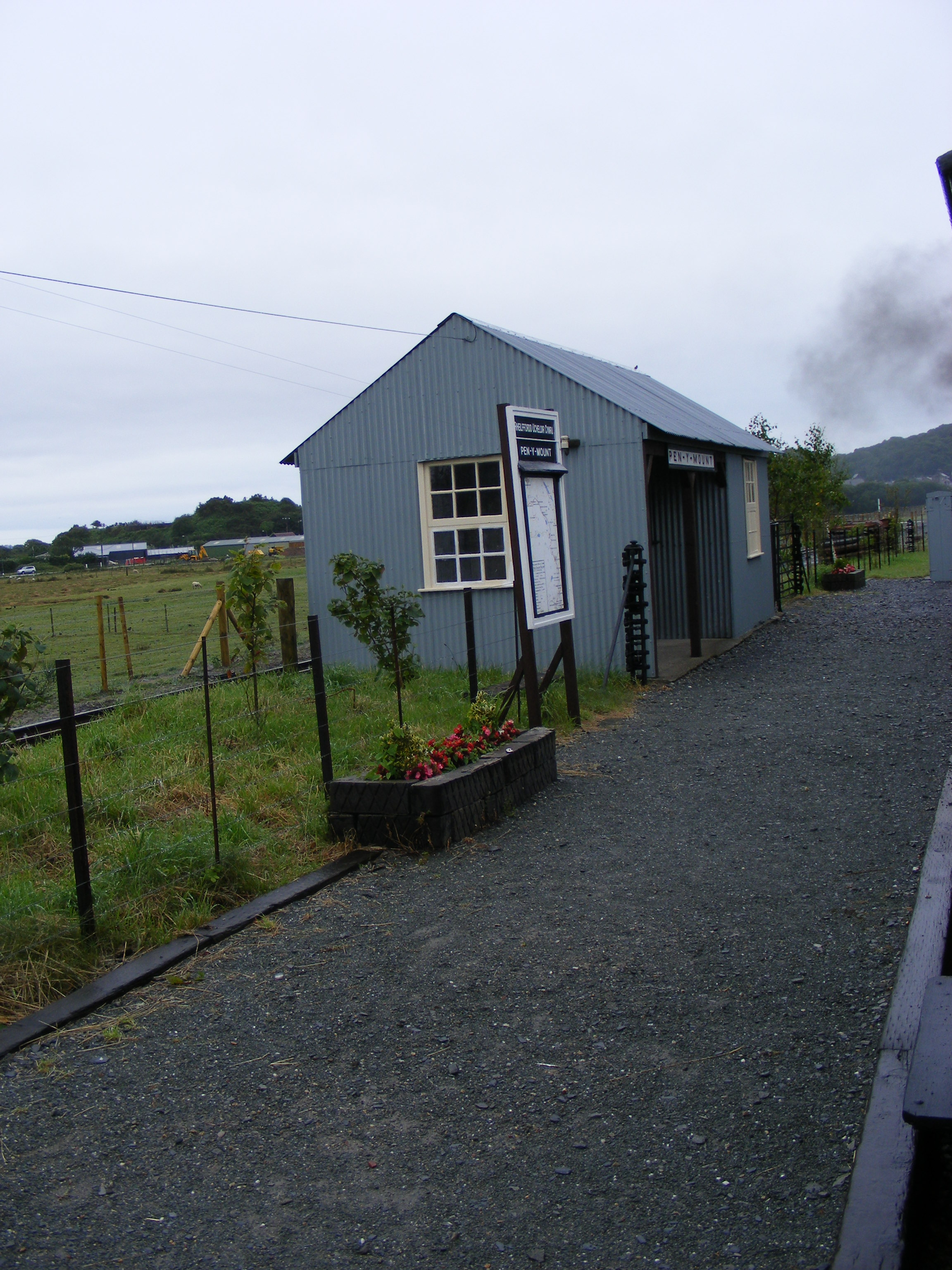
Станция «Пен-и-Мойнт»

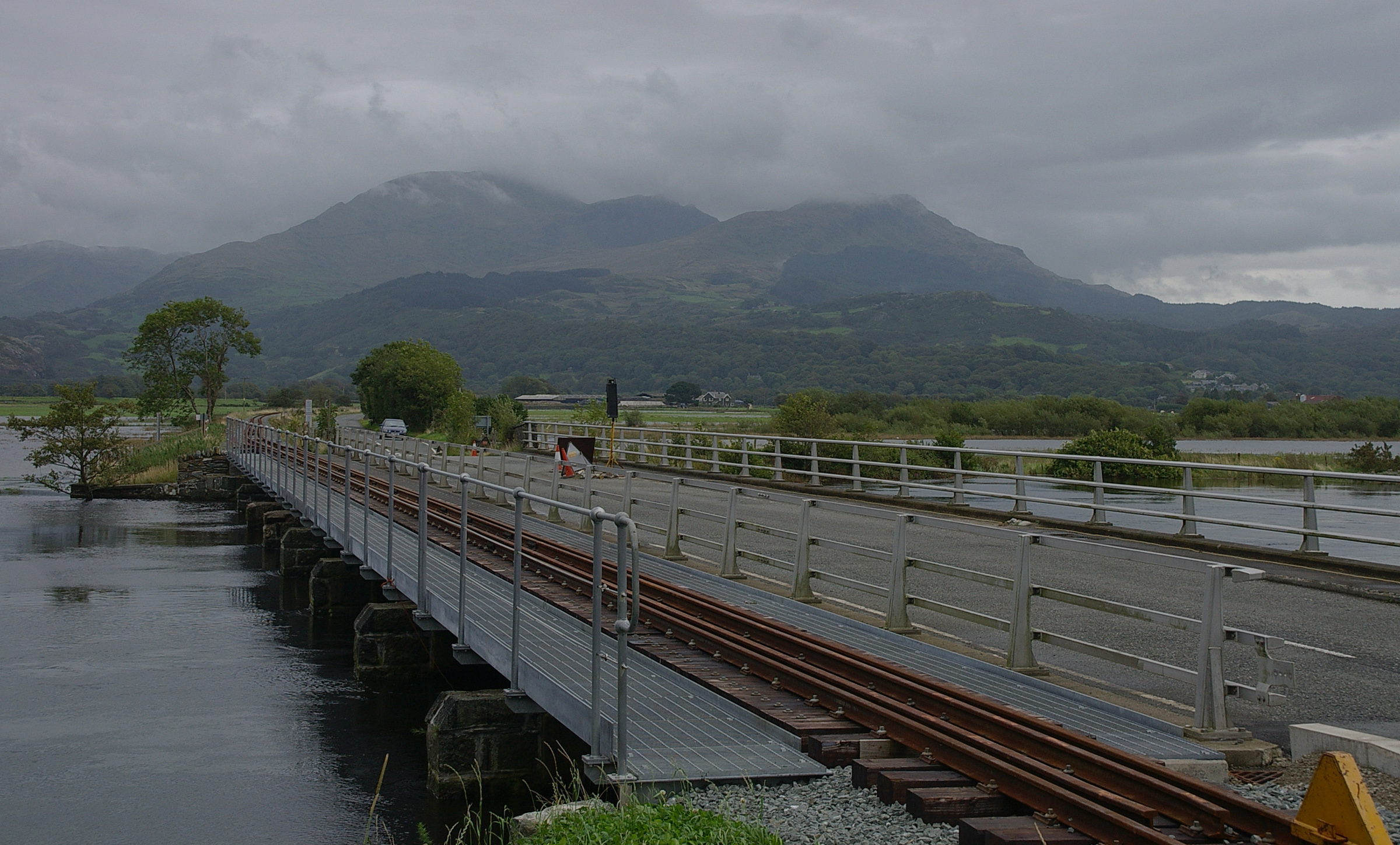
Мост через Гласлин у «Понт Кройсор»

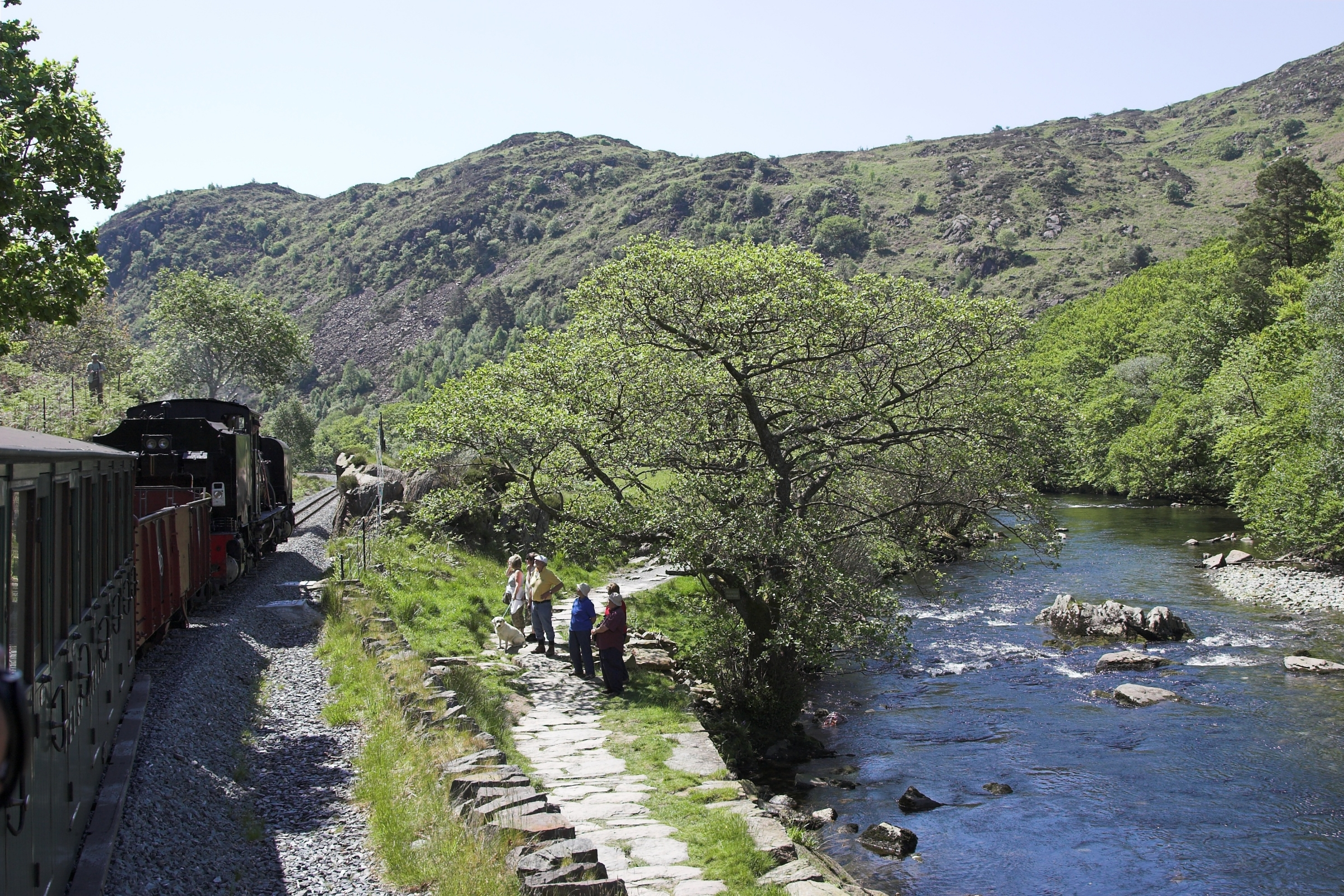
Каньон Абергласлин

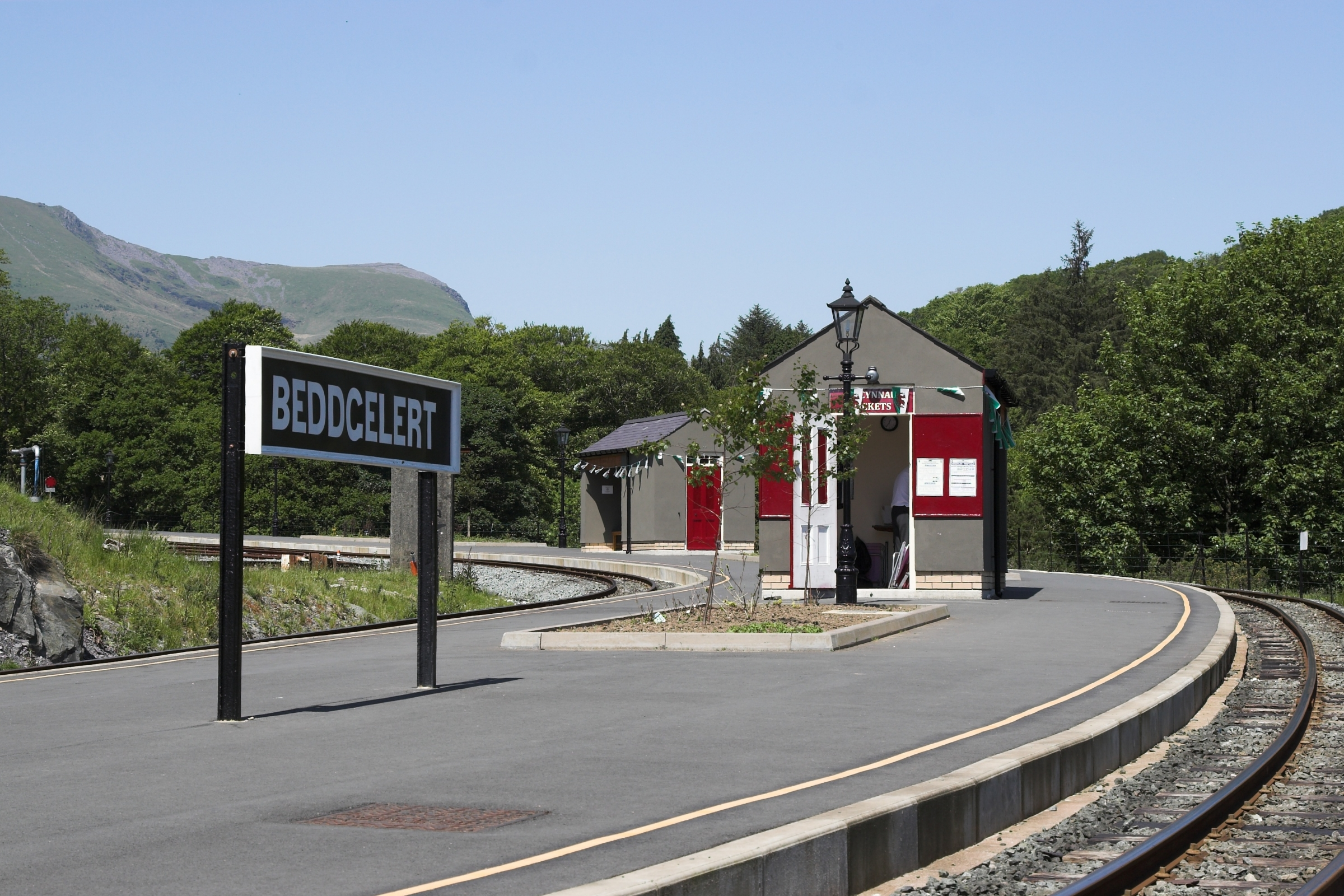
Станция «Бетгелерт»

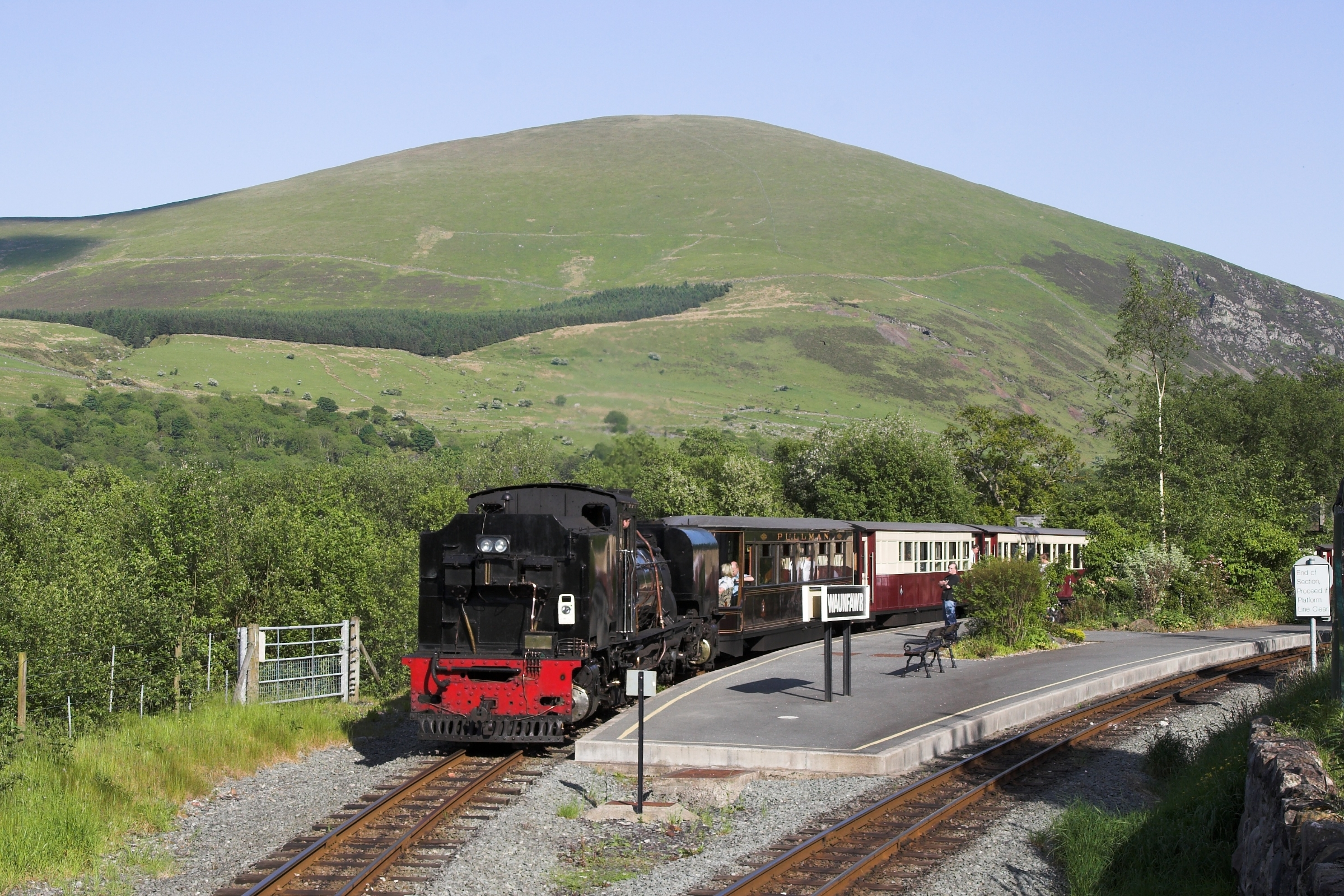
Станция «Уайнваур»

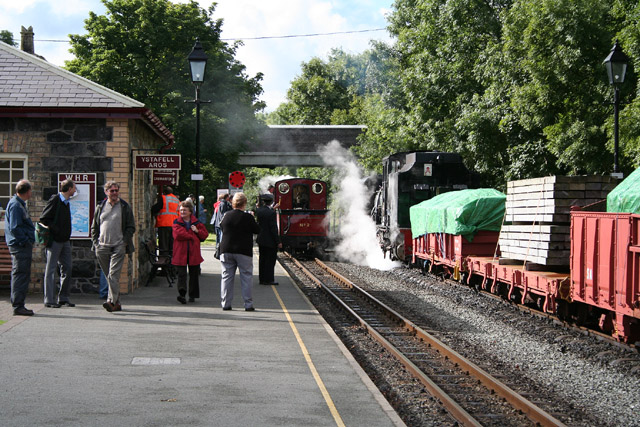
Станция «Динас»

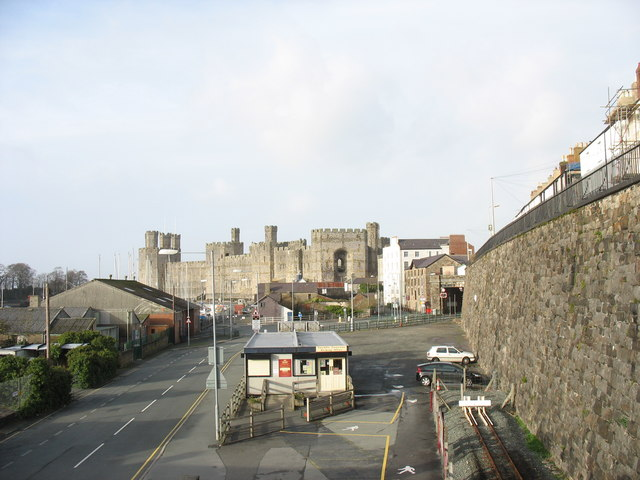
Кассы на станции «Карнарвон»

Валлийская дорога, управляемая Фестиниогской дорогой, начинается на «Портмадогской Портовой станции» (Porthmadog Harbour railway station), которая Фестиниогской дороге и принадлежит. От станции путь идёт на северо-запад — то есть, ровно в противоположном направлении, чем путь Фестиниогской линии, — проходит по мосту над эстуарием реки Гласлин, затем поворачивает на север и бежит по берегу этого эстуария, образующего здесь залив. Ещё в городе дорога пересекает на одном уровне Кембрийскую линию, а затем, выйдя из Портмадога, некоторое время идёт на северо-восток параллельно путям Валлийской музейной дороги, а за станцией Пен-и-Мойнт (Pen-y-Mount Junction) соединяется с ними и бежит среди полей мимо бывшей конечной станции «Петля Трайт-Маур» (Traeth Mawr Loop) до разъезда «Понт Кройсор» (Pont Croesor), где вторично пересекает реку Гласлин. За рекой дорога осуществляет широкий разворот на северо-запад, проходит мимо соединения (Croesor Junction) с ныне не существующей веткой т. н. Кройсорского трамвая и приводит к платформе «Нантмор» (Nantmor). За Нантмором линия проходит длинным тоннелем к каньону Абергласлин (Aberglaslyn), где путь проложен рядом с текущей здесь и весьма бурной в этом месте рекой Гласлин. Миновав ещё два коротких тоннеля, дорога переправляется металлическим мостом на другую сторону и, пройдя сначала под шоссе A498, а затем через ещё один тоннель, оказывается в Бетгелерте (Beddgelert). За Бетгелертом линия заходит в Бетгелертский лес и там оказывается на полустанке «Милениун» (валл.: Mileniwn, англ.: Meillionen), после которого, изрядно попетляв, пройдя через самую высокую точку маршрута, что возле скалы Голова Питта (Pitt’s Head) и миновав озеро Ллин-И-Гадер (Llin Y Gader), приводит к разъезду Рид-Ти (Rhyd Ddu). Далее путь лежит восточнее озера Ллин Куэллин (Llyn Cwellyn) к станции «Сноудонский Рейнджер» (Snowdon Ranger), откуда около 4½ км до «Вершинной станции» Сноудонской горной железной дороги, и к разъезду «Плас-и-Нант» (Plas-y-Nant). Затем дорога, несколько раз перейдя реку Гуирвай (Afon Gwyrfai), бежит к селению Уайнваур (Waunfawr), но до него не доходит, останавливается на одноимённом разъезде и сворачивает на запад. Пройдя вдоль Гуирвая и миновав станцию «Триван» (Tryfan Junction), что по требованию, входит в деревню Динас. Отсюда путь пролегает по полям и вновь через Гуирвай, затем — через разъезд «Бонтнеуит» (Bontnewydd), потом линия проходит над рекой Сейонт (Afon Seiont) и оказывается в Карнарвоне — конечной точке своего маршрута.

## История

### До 1921 г.

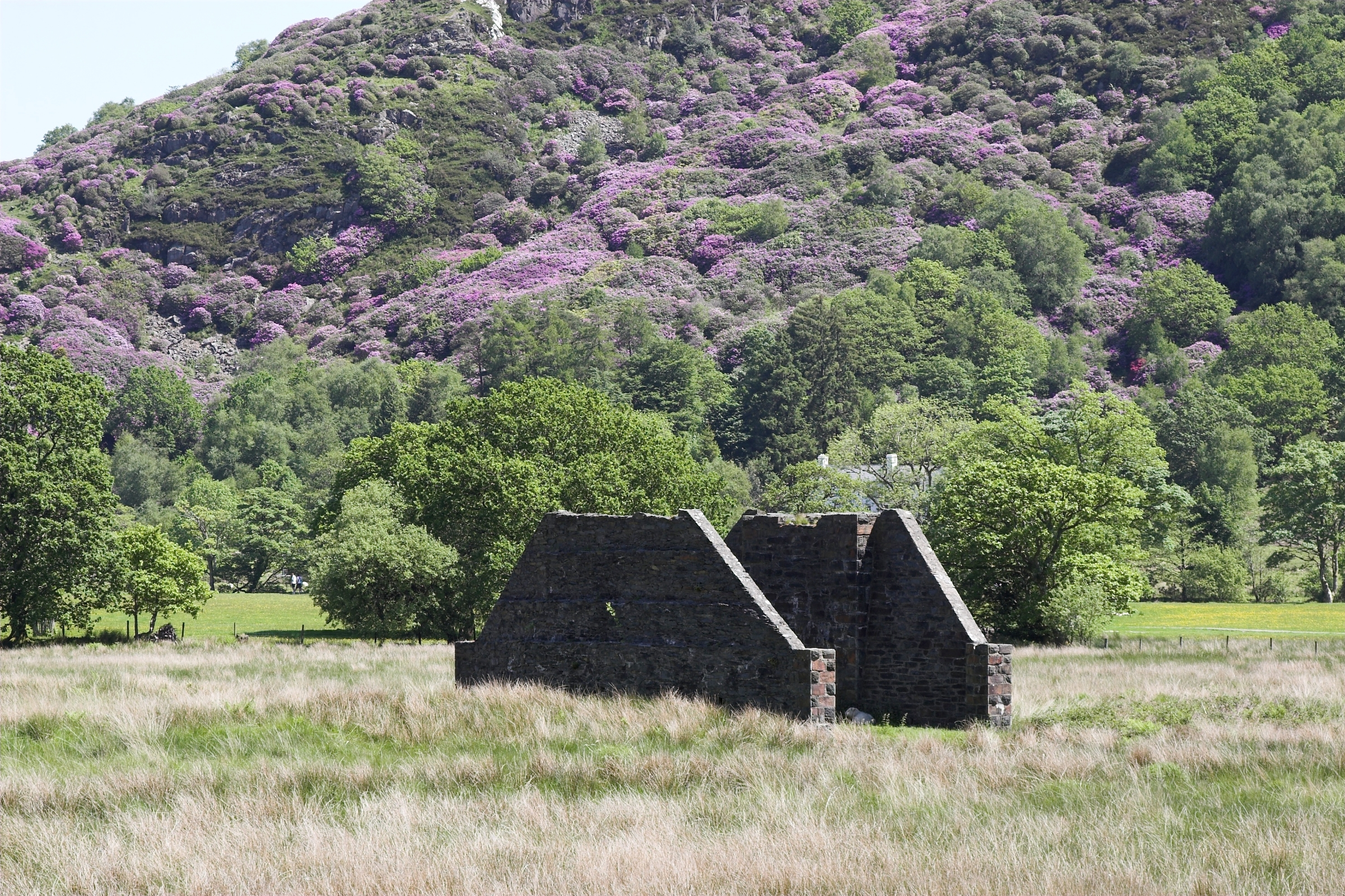
Один из мостов незаконченной PBSSR

Прежде Валлийской нагорной дороги на её месте существовали три разных железных дороги, затем объединённые в одну. Кройсорский трамвай, работавший с 1863 г. и пользовавшийся конной тягой, позволял вывозить сланцы с Кройсорских карьеров. Компания «Узкоколейные железные дороги Северного Уэльса» (North Wales Narrow Gauge Railways, NWNGR), первый участок которой был открыт для движения в 1877 г., занималась перевозками пассажиров (до 1916 г.) и грузов между Динасом и Рид-Ти. Третья дорога — «Железная дорога Портмидога, Бетгелерта и Южного Сноудона» (Portmadoc, Beddgelert and South Snowdon Railway, PBSSR), — долженствовавшая соединить Портмадог с NWNGR в Рид-Ти, так и не была до конца построена, а существовала лишь в виде плана и отдельных элементов, возведённых в период с 1901 по 1906 гг. Кройсорский трамвай был приобретён дорогой в 1902 г. Проект строительства PBSSR активно предлагался со стороны электрической компании «North Wales Power & Traction Co.», которая собиралась создать сеть электрифицированных железных дорог в Северном Уэльсе. Постройка PBSSR была прервана в 1914 г. Первой мировой войной и работы на линии не возобновлялись до 1922 г.

### После 1921 г.
В 1921 г. проект узкоколейной сети в Северном Уэльсе был возобновлён усилиями двух местных политиков и винодела сэра Джона Стюарта (Sir John Stewart). Для этих целей были привлечены средства бюджета и Министерства транспорта, а сэр Джон приобрёл контрольный пакет Фестиниогской железной дороги. Строящаяся линия получила наименование Валлийской нагорной железной дороги. Существующие пути были отремонтированы, построены: соединительная ветка в Портмадоге между Фестиниогской дорогой и Валлийской нагорной и отрезок дороги между Кройсором и Рид-Ти. Движение открывалось поэтапно — по мере ввода в строй отстроенных или отремонтированных участков. Отрезок, ранее принадлежавший NWNGR, заработал 31 июля 1922 г., движение по всей линии открылось 1 июня 1923 г.
Дела на Валлийской нагорной дороге с самого начала пошли неважно: спрос на сланцы упал, что сделало грузовое движение по линии мало доходным, а в пассажирских перевозках первое место завоевали автобусы. Подвижной состав был устаревшим, дорогу так и не электрифицировали, а маркетинг оказался слабым. Кроме того, возникли проблемы с оплатой пересечения с Большой Западной железной дорогой, каковых прежде, с 1867 г., не наблюдалось. В 1924 г. дорога не смогла обеспечить долговые обязательства и зимнее пассажирское движение закрыли, а в 1927 г. ввели внешнее управление. В 1933 г. дорога обанкротилась и было принято решение её закрыть, но в 1934 г. сестринская Фестиниогская линия взяла Валлийскую нагорную в лизинг на 42 года. Хитроумные способы наладить дела (в том числе, перекрашивание вагонов в более яркие цвета) не принесли успеха, 5 сентября 1936 г. по линии прошёл последний пассажирский поезд, а в феврале 1937 г. Фестиниогская дорога отказалась эксплуатировать Валлийскую линию, но не расторгла арендный договор, поэтому линия оказалась бездействующей.

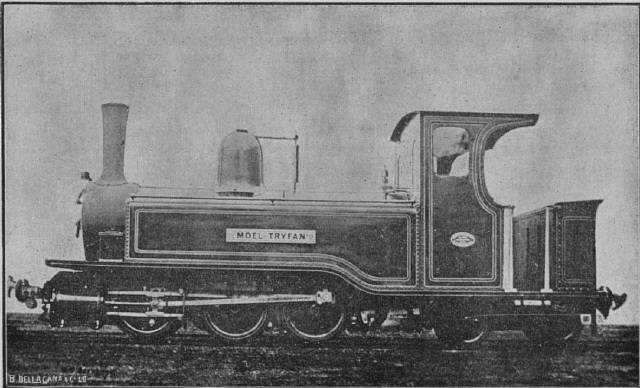
«Мойл Триван»

В 1941 г. местные власти реквизировали подвижные активы для использования во Второй мировой войне, в результате чего большую часть подвижного состава распродали, а путь сняли. Сохранился лишь участок, ранее принадлежавший Кройсорскому трамваю — на случай нужды в сланцах, — но и его демонтировали в 1948 г. В 1943 г. Фестиниогская дорога наконец отказалась от лизинга, удержав за собою одинарный Ферли «Мойл Триван» (Moel Tryfan) и согласившись заплатить за него 500 фунтов (и заплатив 150). После войны были планы превратить маршрут дороги, проходивший по территории парка «Сноудония», в пешеходный, что удерживало от распродажи оставшегося имущества по частям. Однако часть его всё же ушла сторонним владельцам: территории станций Динас и Рид-Ти.

### Реконструкция

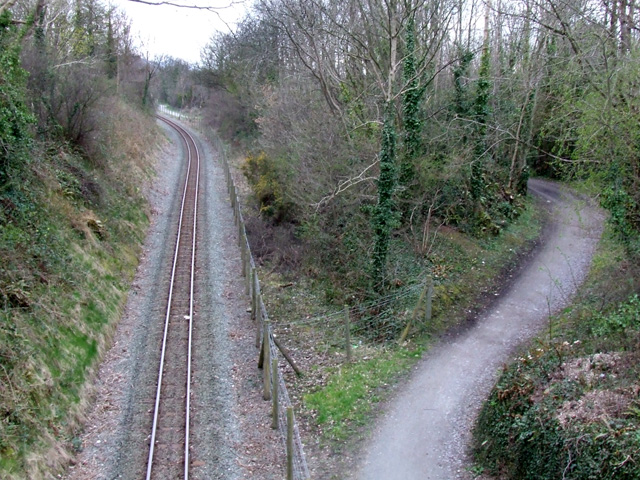
Железнодорожный путь и велосипедная дорожка

В начале 1960-х гг. образовалась группа железнодорожных энтузиастов, желавших реконструировать закрытую линию и основавших с этой целью в 1964 г. «Лёгкую нагорную Валлийскую железную дорогу лтд.» (Welsh Highland Light Railway Ltd., WHLR Ltd.), позже переименованную в «Валлийскую нагорную железную дорогу лтд.» (WHR Ltd.). В 1973 г. компания купила у Британских железных дорог запасной путь, предназначенный для строительства линии в Бетгелерт и оттого носящий название Бетгелертского (Beddgelert Siding), и построила небольшой узкоколейный участок от возведённой на этом пути станции «Портмадог» до Пен-и-Мойнта, открывшийся для движения 2 августа 1980 г. В 1987 г. был отреставрирован паровоз «Рассел» (Russell), подаренный в 1965 г. Талиллинской железной дорогой.

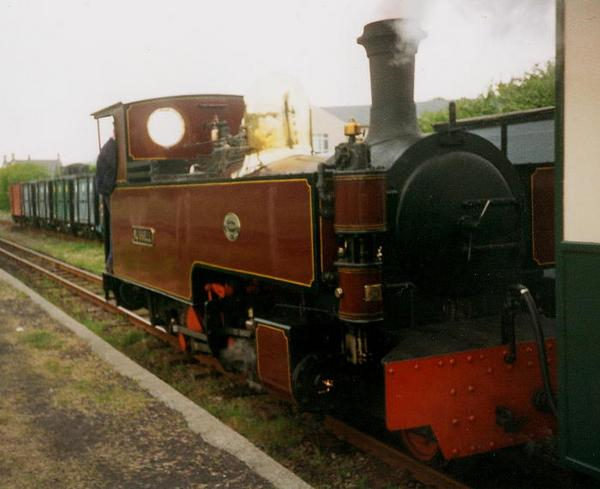
«Рассел» в Портмадоге

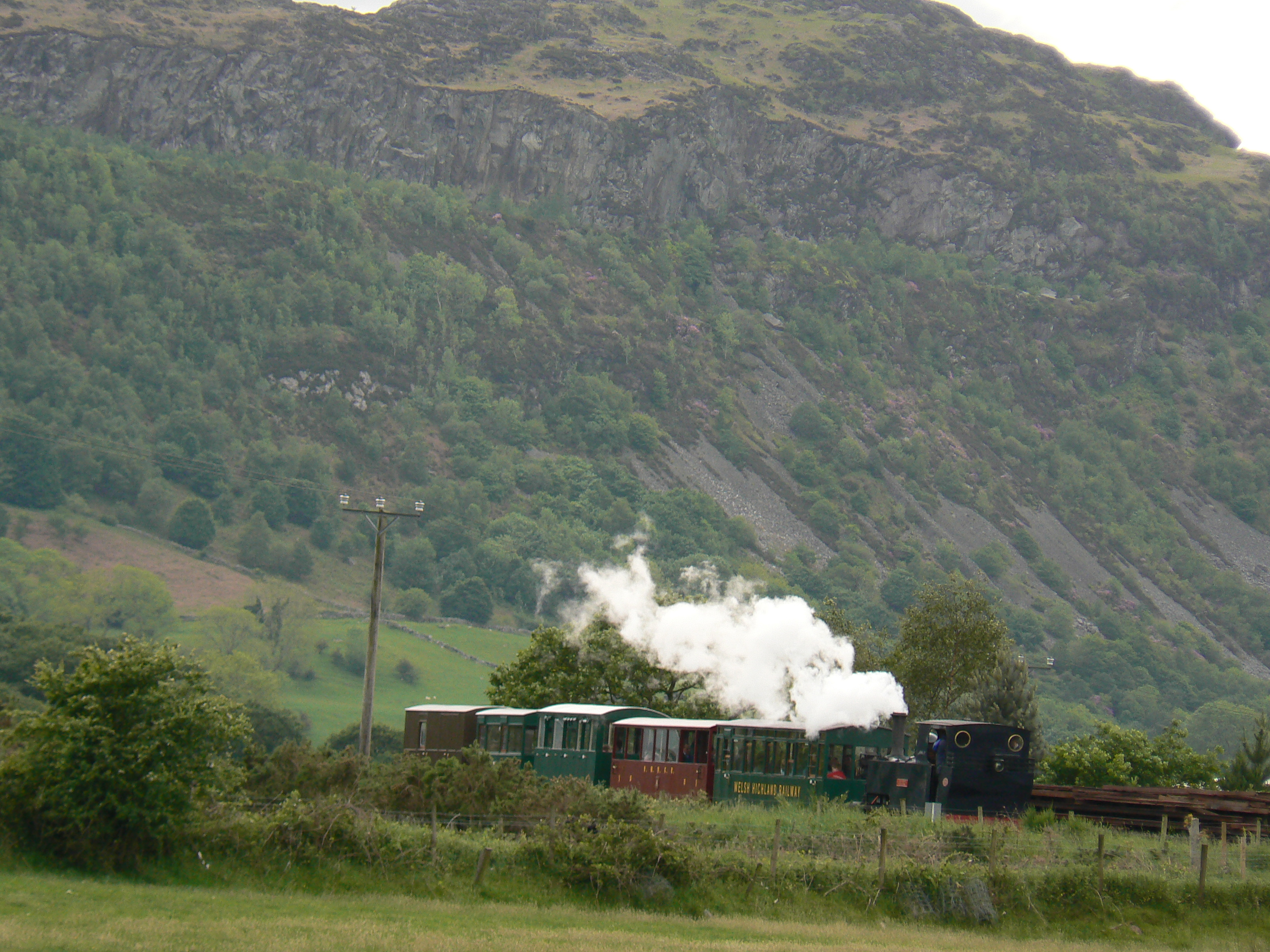
Поезд Музейной дороги между Портмадогом и Пен-и-Мойнтом

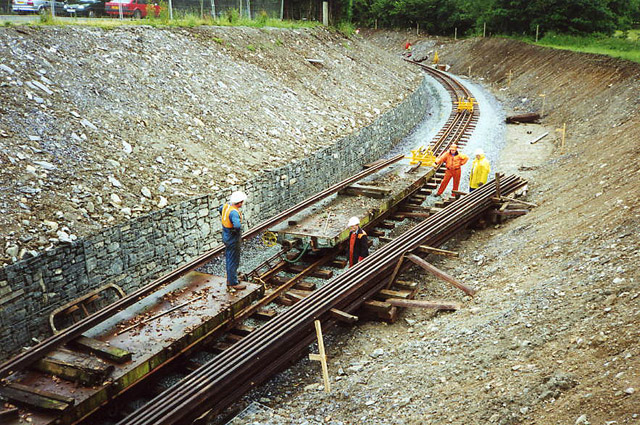
Путевые работы возле Динаса

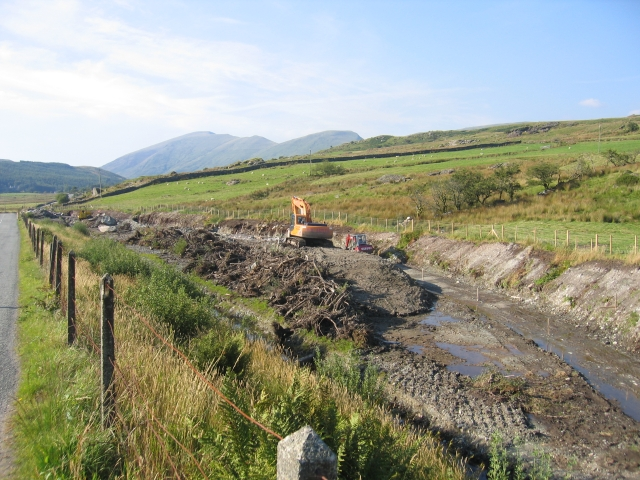
Земляные работы на самом высоком участке лороги — возле Головы Питта.

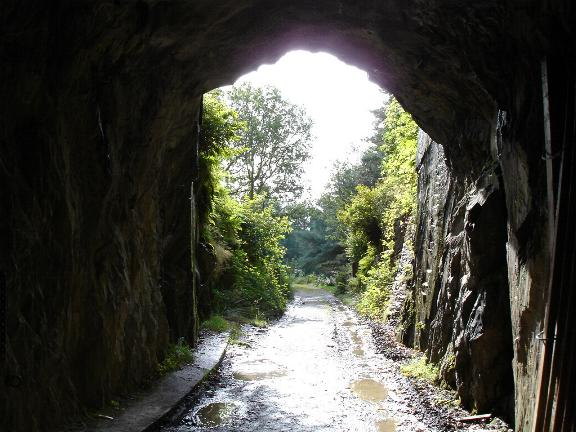
Тоннель в Абергласлине перед прокладкой пути

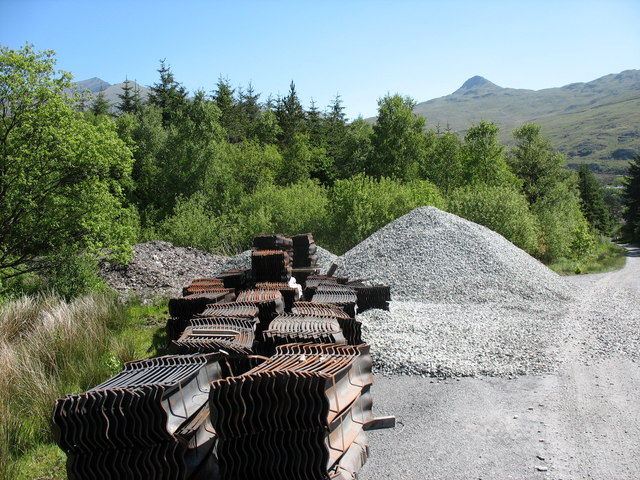
Шпалы на лесном участке строительства

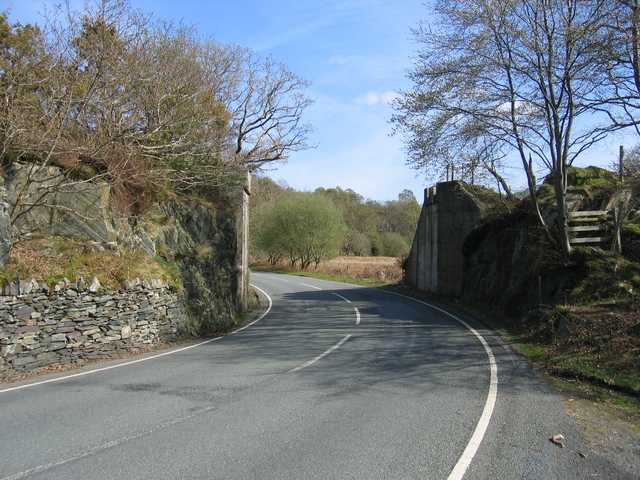
Мост через шоссе в Нантморе, снятый для реконструкции

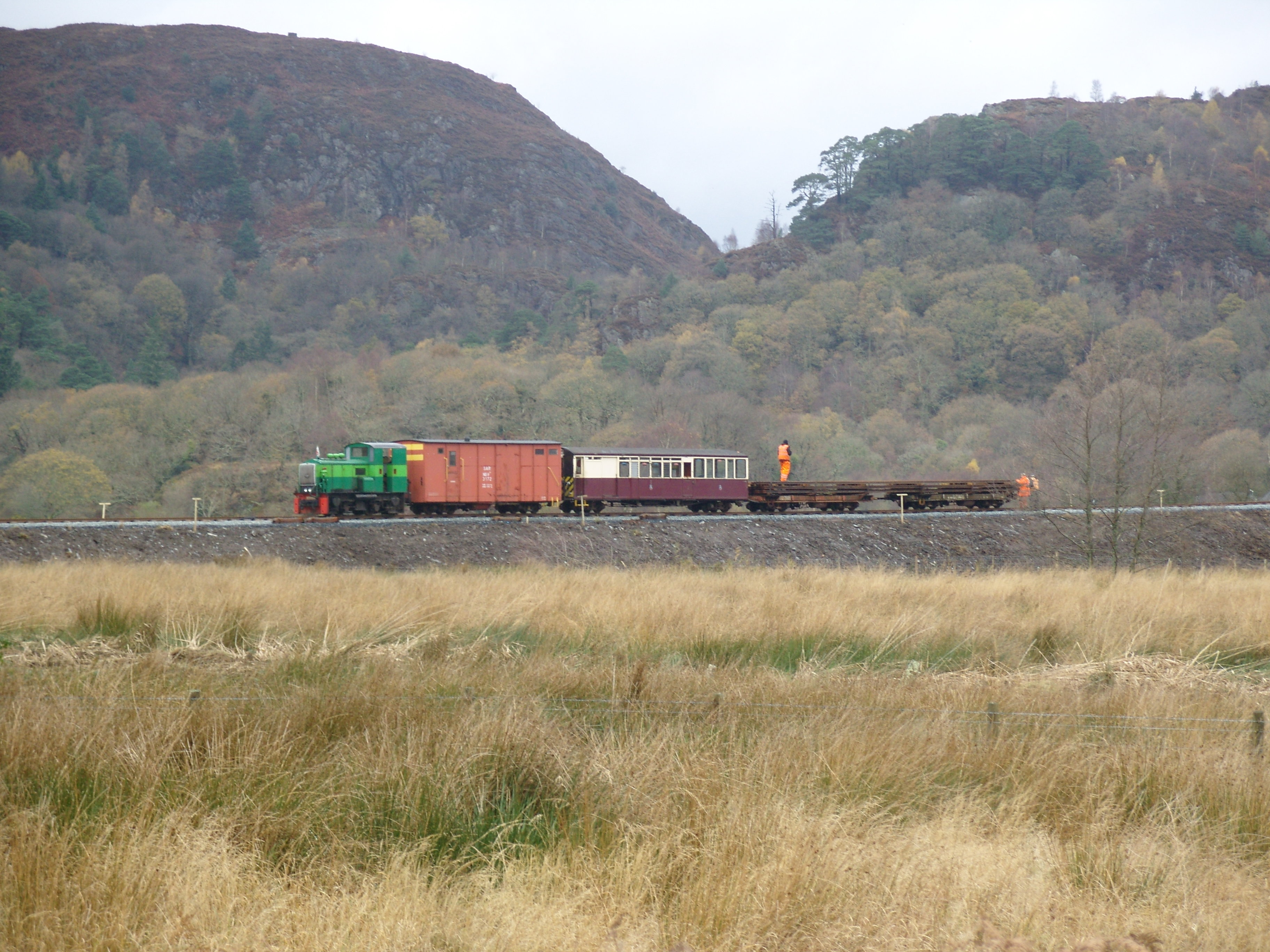
Рабочий поезд возле Нантмора

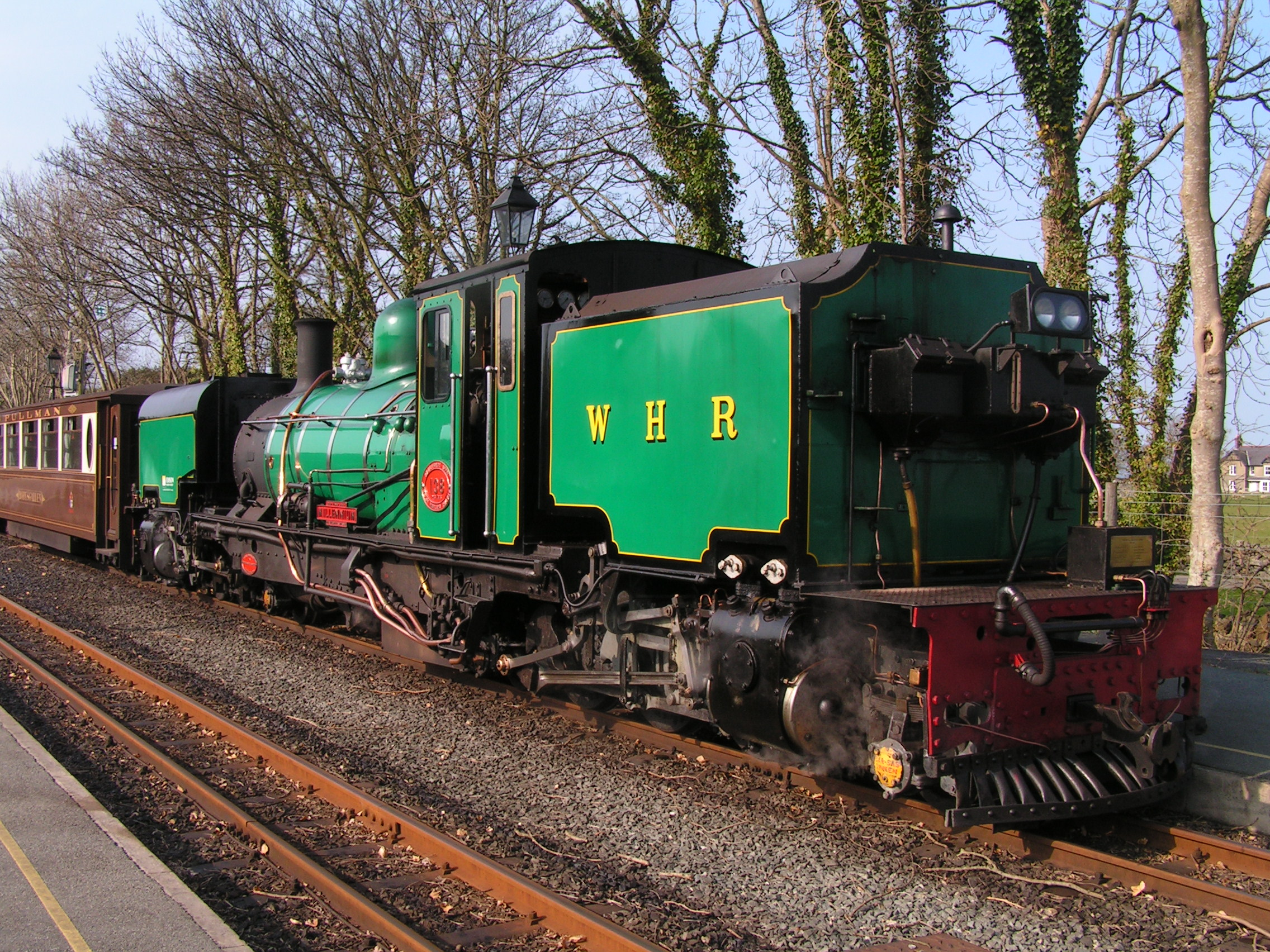
Гарратт No.138 «Mileniwm»

Низкие темпы реконструкции заставили часть менеджеров отделиться от компании и организовать собственную «Trackbed Consolidation Ltd.» (TCL). После чего последовали весьма запутанные события, окончившиеся вовлечением в дело Фестиниогской железной дороги (см. Отношения Фестиниогской железной дороги с Валлийской нагорной), которая после заключения в 1998 г. соглашения с WHR Ltd начала совместную с последней реконструкцию. Ранее, в 1997 г., Фестиниогская дорога открыла движение между Карнарвоном и Динасом, и таким образом возрождение Валлийской нагорной железной дороги началось с участков, которые прежде дороге не принадлежали: Карнарвон — Динас и Портмадог — Пен-и-Мойнт не в пределах старой насыпи.
Дальнейшая реконструкция происходила в несколько этапов. С 1999 г. по 2001 г. прокладывали путь от Динаса до Уайнваура, в 2003 г. открыли движение до Рид-Ти. В 2006 г. смонтировали металлический мост через Гласлин в каньоне Абергласлин, в 2007—2008 гг. движение на южной части дороги осуществлялось Валлийской музейной дорогой до временной станции «Петля Трайт-Маур». В апреле 2009 года движение на севере открыли до Бетгелерта, в мае — до временного разъезда «Хавод-и-Ллин» (Hafod-y-Llyn). В 2010 г. реконструировали мост у «Понт Кройсора», а в феврале открыли сквозное движение по линии: от Карнарвона до «Портмадогской портовой станции».
Рельсы и шпалы при прокладке использовали подержанные — привезённые из ЮАР и Польши. Из ЮАР была привезена и часть паровозов — системы Гарратта, которые с самого начала работали вместе с локомотивами Фестиниогской железной дороги: например, Гарратт No. 138 «Mileniwm» из Южной Африки и военный «Mountaineer» при открытии движения между Карнарвоном и Динасом. В первом поезде, пущенном до Рид-Ти в 2003 г. пассажиром был нынешний принц Уэльский. Реконструкцию старались проводить так, чтобы максимально сохранить пешеходные и велосипедные дорожки — часть пути проложена параллельно им.

## Подвижной состав

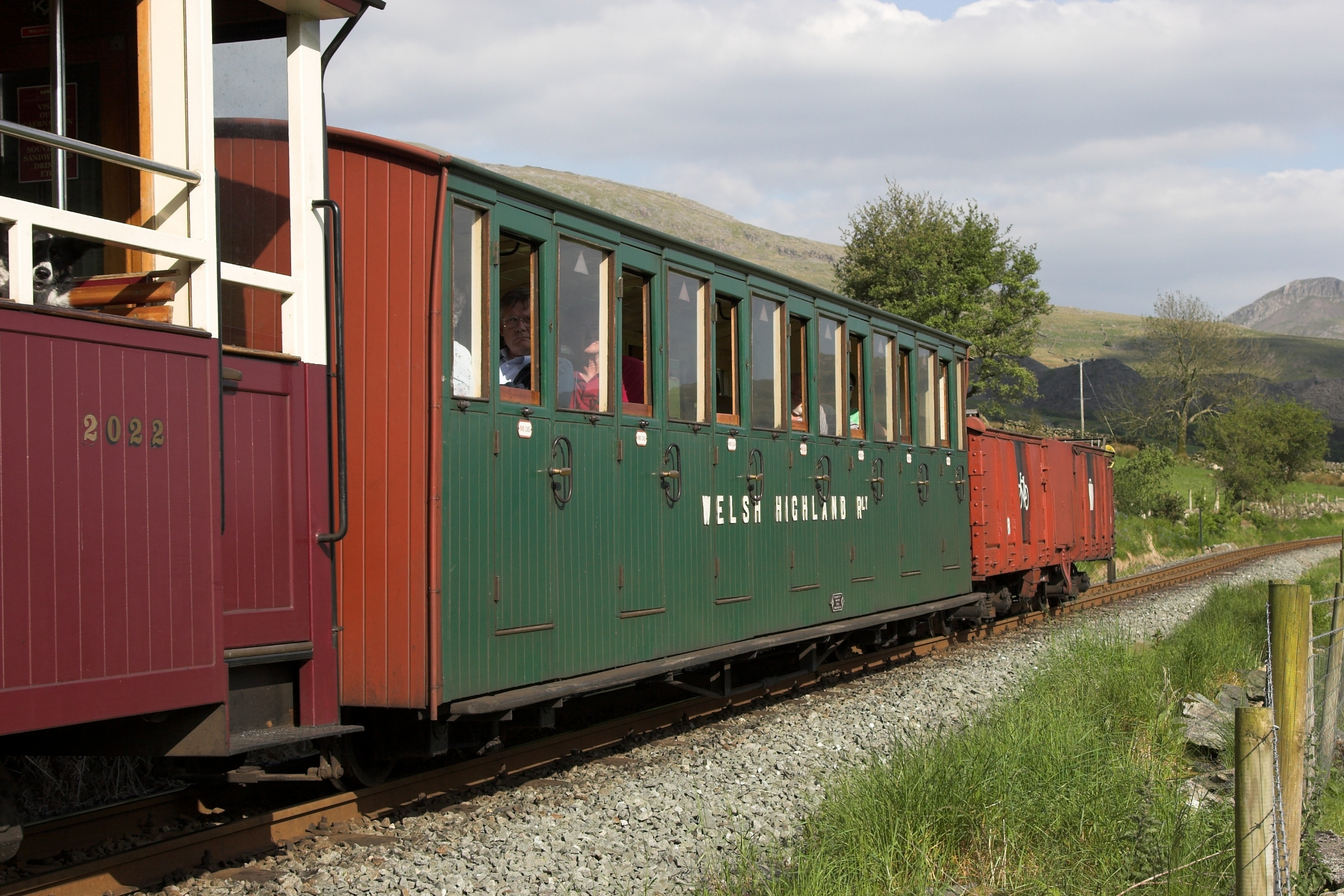
Вагон NWNGR 1894 г., перешедший сначала Валлийской, а затем Фестиниогской дороге. Сейчас снова принадлежит WHR.

Для вождения поездов Валлийская нагорная железная дорога использует паровозы и тепловозы постройки (самое позднее) 1960-х гг. Тепловозы водят прежде всего служебные и рабочие поезда, паровозы — поезда туристические. Паровые локомотивы представлены пятью машинами системы Гарратта серии NG G16 довоенной постройки с Южно-Африканских дорог, а также паровозом той же системы серии К из Тасмании, двумя южно-африканскими локомотивами серии NG 15 постройки 1950-х гг. и танковым паровозом «Лид» (Lyd), который представляет собою копию локомотива 1897 г. и использует его дымовую трубу. При этом тасманийский паровоз является первым в мире Гарраттом и построен Байер-Пикоком в 1909 г. Локомотивы серии NG 15 пребывают в нерабочем состоянии: один из них вообще не отреставрирован, второй реставрируется в мастерских Фестиниогской дороги в Бостон Лодж. Тепловозов на дороге пять, и это всё небольшие маневровые и промышленные локомотивы, которые в случае нужды могут привлекаться к работе с пассажирскими составами. Кроме машин собственно Валлийской дороги на линии также работают локомотивы Фестиниогской линии.

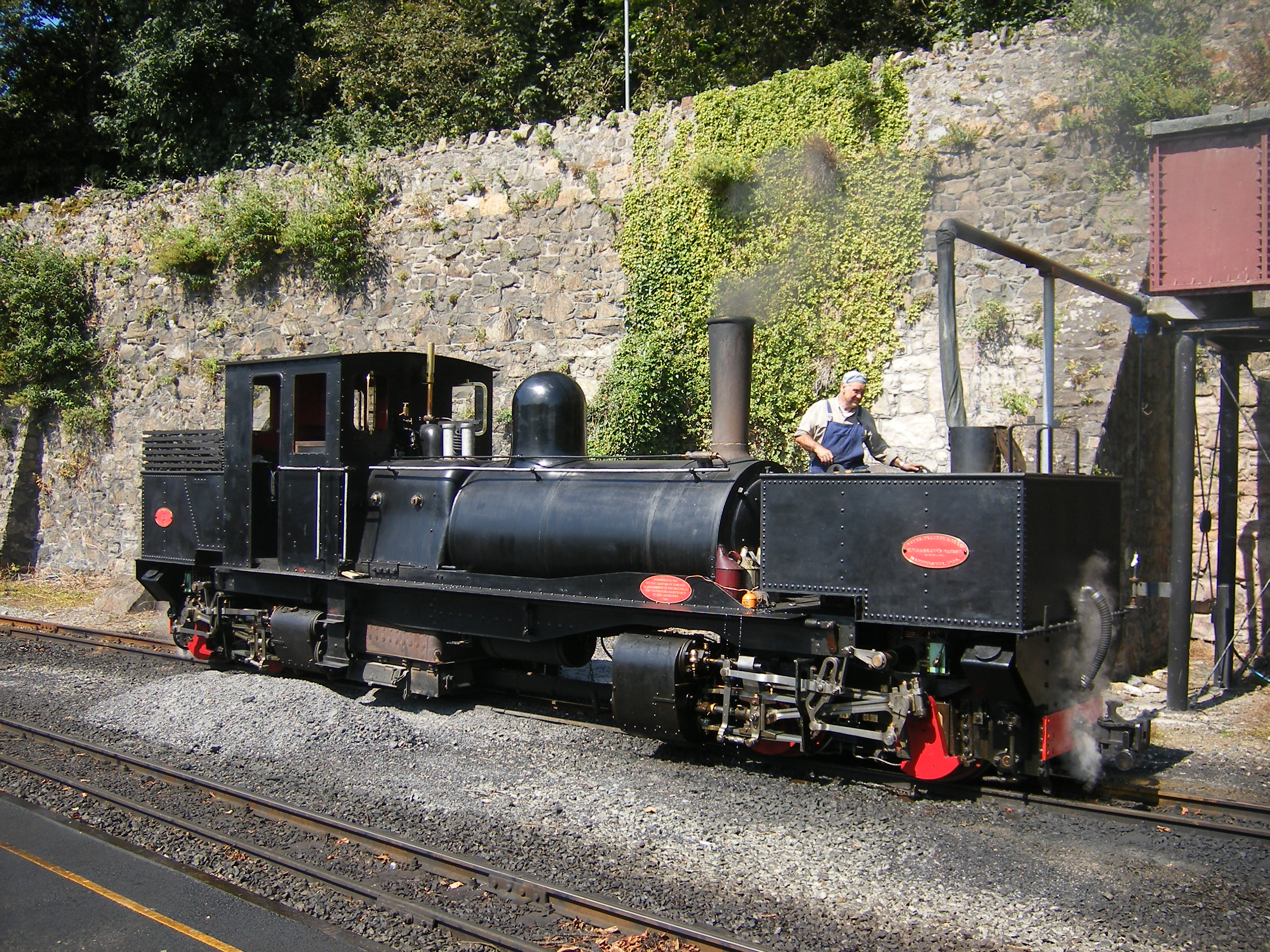
Первый в мире Гарратт — тасманийский К1

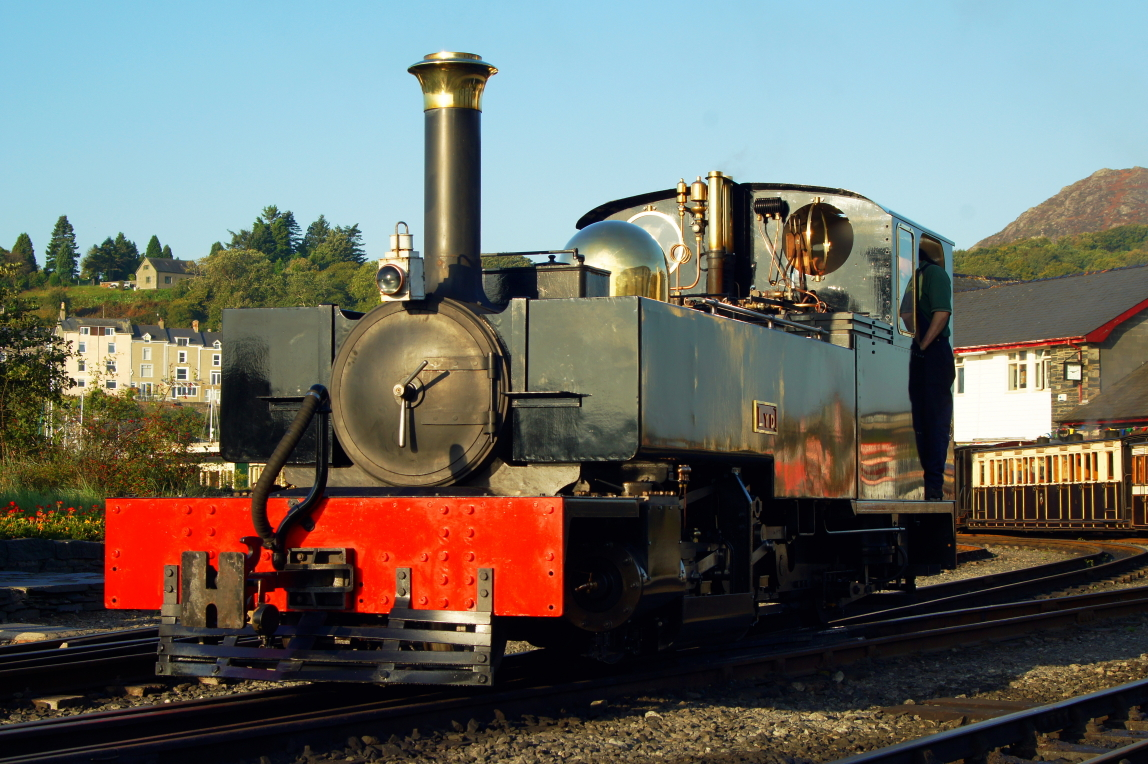
«Лид» на «Портмадогской портовой станции»

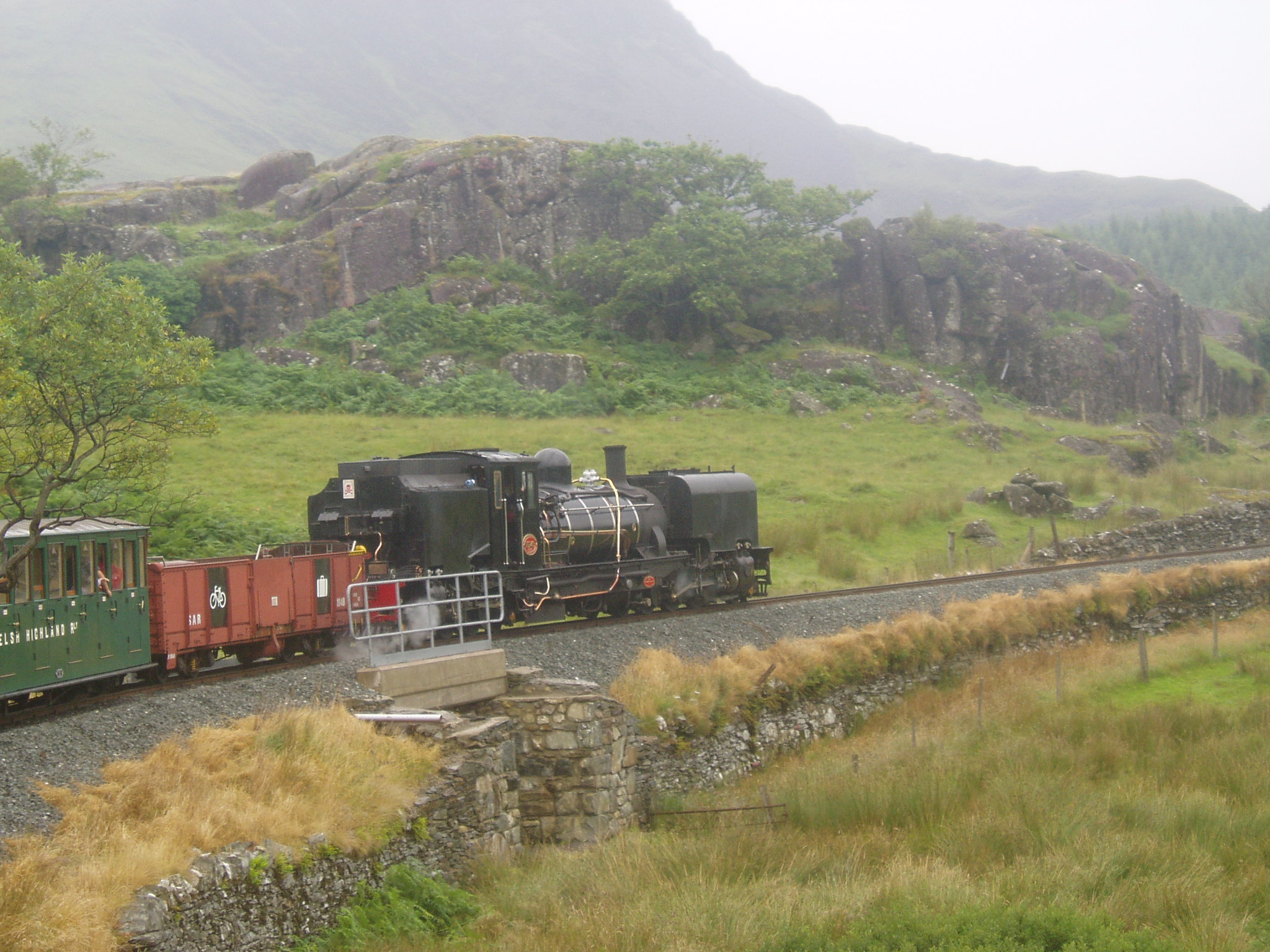
Первый вагон в поезде — серии B, используемый для багажа и велосипедов

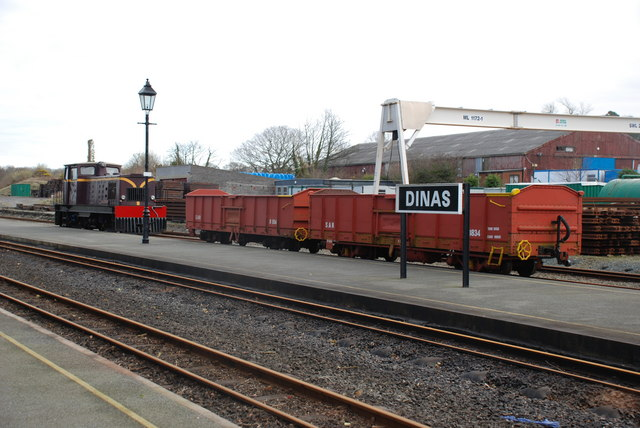
Манёвры тепловозом на станции «Динас»

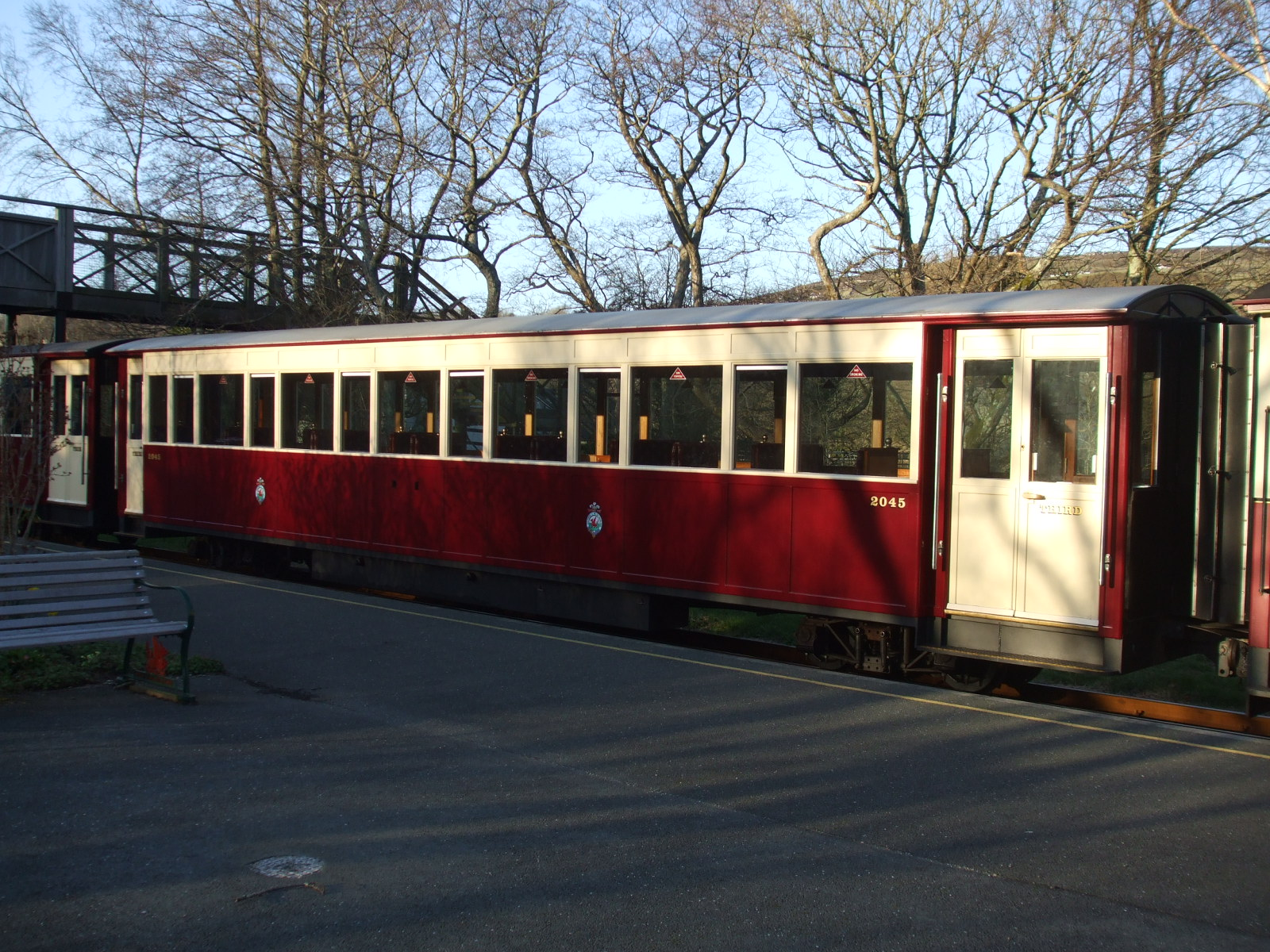
Вагон 1 класса, построенный в Бостон Лодж

Пассажирские вагоны Валлийской линии числом 19 — современной постройки. За исключением одного, который сделан в 1894 г. в Манчестере. Семь же пассажирских вагонов построены в Бостон Лодже в 1990—2000-х гг. Грузовых вагонов на дороге 31, из которых полувагоны серии В используют для перевозки угля, а два из них прицепляют к пассажирским поездам для перевозки багажа и велосипедов.

## Современное состояние
Валлийская нагорная железная дорога, как и Фестиниогская, — однопутная, со множеством разъездов, один из которых — «Хавод и Ллин» (Hafod y Llyn) — с 2009 г. используется как станция только служебными поездами, пассажирские здесь не останавливаются. На линии применяется жезловая система безопасности, управляемая из единого центра на «Портмадогской портовой станции». Мобильная связь для персонала запрещена, ибо считается ненадёжной. Фестиниогская дорога пользуется электронной жезловой системой, на каковую планируется перевести и Валлийскую дорогу для удобства пропуска поездов по единообразным правилам от Блайнай-Фестиниога до Карнарвона. что пока невозможно из-за нехватки оборудования. В Портмадоге Валлийская линия пересекает Кембрийскую дорогу стефенсоновской колеи. Ныне пересечение носит название Кай Пауб (Cae Pawb) и более не является предметом конфликтов, которые постоянно возникали между этими железными дорогами, а должным образом ограждено (на пересечении установлены ворота, перекрывающие Валлийскую линию) и включено в Европейскую систему управления движением поездов. Дорога участвует в маркетинговой программе «Великие узкоколейки Уэльса».